# Hosagunda, Sagar
Hosagunda là một làng thuộc tehsil Sagar, huyện Shimoga, bang Karnataka, Ấn Độ.